# 1999 (album Stachursky’ego)
1999 – czwarty album studyjny Stachursky’ego, wydany w listopadzie 1998 roku nakładem wydawnictwa muzycznego Snake’s Music. Płyta zawiera 12 utworów, w tym jeden specjalny, bonusowy mix piosenek, zatytułowany „Stachursky Mega Mix”. 
Album uzyskał status platynowej płyty.

## Lista utworów
Opracowano na podstawie materiału źródłowego.
1. „Stachursky 1999” – 5:50
2. „Ty i ja” – 4:15
3. „Gdy zapłaczesz” – 4:26
4. „Chłosta” – 4:45
5. „Zostańmy razem” – 4:26
6. „To nie boli” – 3:05
7. „Na dobre i na złe” – 3:41
8. „Uciekam stąd” – 5:22
9. „Wigilia 1988” – 4:22
10. „Ostatni mój dom” – 4:40
11. „Czekałem na taką jak Ty” – 4:07
12. „Stachursky Mega Mix” – 4:25
13. „LSD Mega Mix track” – 60:46